# Azerbajdžan na Pesmi Evrovizije
Azerbajdžan je na Pesmi Evrovizije prvič nastopil leta 2008, ko sta ga s pesmijo Day After Day predstavljala Elnur in Samir, potem ko je azerbajdžanska nacionalna televizija İctimai Televiziya 5. julija 2007 postala članica Evropske radiodifuzne zveze (EBU). Ker še dotlej ni sodeloval na izboru, sta  se Elnur in Samir morala najprej pomeriti v polfinalu, kjer sta se uvrstila v finalni izbor. Visoko število točk so Azerbajdžanu namenile zlasti države z obsežno azerbajdžansko diasporo: Turčija (12 točk), Rusija (10 točk), Ukrajina (10 točk) in Madžarska (10 točk). Na koncu se je pesem uvrstila na uspešno 8. mesto. Leta 2009 sta azerbajdžanska predstavnika AySel in Arash ponovno dosegla mesto med najboljšimi 10ː 3. mesto. Leta 2013 je azerbajdžanski predstavnik Farid Mammadov zasedel 2. mesto. Izbor so na televiziji predvajali že v predhodnih letih. Azerbajdžan je leta 2011 zmagal na tekmovanju za Pesem Evrovizije. Zaradi zmage je Pesem Evrovizije 2012 potekala v azerbajdžanski  prestolnici Baku. Že od 2016 se Azerbajdžani niso uvrstili med najboljših 10. 2014 se niso uvrstili niti med najboljših 20, z 22. mestom. Leta 2015 so se z dvanajstim mestom vrnili med najboljših dvajset. 2016 so dosegli 17.mesto, 2017 pa na 14. mesto. 2018 pa so se uvrstili na 11. mesto v polfinalu, kar je njihova prva ne kvalifikacija v finale. Leta 2019 pa je popravila in  dosegla 8. mesto. 
Leta 2020 je bila Pesem Evrovizije odpovedana.
Leta 2021 pa je povratna artistka Efendi dosegla 20. mesta, leta 2022 pa so desegli 16. in se uvrstili med 20. najboljših.

## Azerbajdžanski predstavniki
| Leto | Izvajalec               | Pesem                 | Finale                | Točke                 | Polfinale             | Točke                 |
| ---- | ----------------------- | --------------------- | --------------------- | --------------------- | --------------------- | --------------------- |
| 2008 | Elnur & Samir           | »Day After Day«       | 8.                    | 132                   | 6.                    | 96                    |
| 2009 | AySel & Arash           | »Always«              | 3.                    | 207                   | 2.                    | 180                   |
| 2010 | Safura                  | »Drip Drop«           | 5.                    | 145                   | 2.                    | 113                   |
| 2011 | Eldar & Nigar           | »Running Scared«      | 1.                    | 221                   | 2.                    | 122                   |
| 2012 | Sabina Babayeva         | »When the Music Dies« | 4.                    | 150                   | Gostujoča država      | Gostujoča država      |
| 2013 | Farid Mammadov          | »Hold Me«             | 2.                    | 234                   | 1.                    | 139                   |
| 2014 | Dilara Kazimova         | »Start a Fire«        | 22.                   | 33                    | 9.                    | 57                    |
| 2015 | Elnur Hüseynov          | »Hour of the Wolf«    | 12.                   | 49                    | 10.                   | 53                    |
| 2016 | Samra                   | »Miracle«             | 17.                   | 117                   | 6.                    | 185                   |
| 2017 | Dihaj                   | »Skeletons«           | 14.                   | 120                   | 8.                    | 150                   |
| 2018 | Aisel                   | »X My Heart«          | Brez finala           | Brez finala           | 11.                   | 94                    |
| 2019 | Chungiz                 | »Truth«               | 8.                    | 302                   | 5.                    | 224                   |
| 2020 | Efendi                  | »Cleopatra«           | Tekmovanje odpovedano | Tekmovanje odpovedano | Tekmovanje odpovedano | Tekmovanje odpovedano |
| 2021 | Efendi                  | »Mata Hari«           | 20.                   | 65                    | 8.                    | 138                   |
| 2022 | Nadir Rustamli          | »Fade to Black«       | 16.                   | 106                   | 10.                   | 96                    |
| 2023 | TuralTuranX             | »Tell Me More«        | Brez finala           | Brez finala           | 14.                   | 4                     |
| 2024 | Fahree & Ilkin Dovlatov | »Özünlə apar«         | Brez finala           | Brez finala           | 14.                   | 11                    |
| 2025 | Mamagama                | »Run with U«          | Brez finala           | Brez finala           | 15.                   | 7                     |